# Nederländerna i olympiska sommarspelen 1900
Nederländerna deltog med 29 deltagare vid de olympiska sommarspelen 1900 i Paris. Totalt vann de fyra medaljer och slutade på artonde plats i medaljligan. Utöver de medaljörer som listas nedan så vann även roddlaget Minerva Amsterdam ett guld i två med styrman i rodd, men i finalen så bytte laget ut sin styrman Hermanus Brockmann mot en okänd ung fransk pojke och därför räknas det guldet som ett för kombinationslag.

## Medaljer

### Silver
- Coenraad Hiebendaal, Geert Lotsij, Paul Lotsij, Johannes Terwogt och Hermanus Brockmann - Rodd, fyra med styrman

### Brons
- François Brandt, Johannes van Dijk, Roelof Klein, Ruurd Leegstra, Walter Middelberg, Hendrik Offerhaus, Walter Thijssen, Henricus Tromp och Hermanus Brockmann - Rodd, åtta med styrman
- Johannes Drost - Simning, 200 m ryggsim
- Solko van den Bergh, Antonius Bouwens, Dirk Boest Gips, Henrik Sillem och Anthony Sweijs - Skytte, 50 m fripistol lag